# Coupe des nations de saut d'obstacles 2021
Navigation
Édition précédente Édition suivante
La Coupe des nations de saut d'obstacles 2021 est la 19e édition du circuit coupe des nations organisé par la FEI.

## Calendrier et résultats

### Europe, Division 1
| Date                  | Ville      | Pays        | Type    | Équipe vainqueur |
| --------------------- | ---------- | ----------- | ------- | ---------------- |
| 3 au 6 juin 2021      | Saint-Gall | Suisse      | CSIO-5* | Suède            |
| 10 au 13 juin 2021    | La Baule   | France      | CSIO-5* | Suisse           |
| 17 au 20 juin 2021    | Sopot      | Pologne     | CSIO-5* | Allemagne        |
| 1er au 4 juillet 2021 | Rotterdam  | Pays-Bas    | CSIO-5* | Pays-Bas         |
| 15 au 18 juillet 2021 | Falsterbo  | Suède       | CSIO-5* | Annulé           |
| 21 au 25 juillet 2021 | Hickstead  | Royaume-Uni | CSIO-5* | Annulé           |
| 18 au 22 août 2021    | Dublin     | Irlande     | CSIO-5* | Annulé           |

### Amérique du Nord, Amérique centrale et Caraïbes
| Date               | Ville     | Pays    | Type    | Équipe vainqueur |
| ------------------ | --------- | ------- | ------- | ---------------- |
| 1er au 6 juin 2021 | Langley   | Canada  | CSIO-5* | Annulé           |
| 25 au 29 août 2021 | Coapexpan | Mexique | CSIO-5* | Annulé           |

### Moyen-Orient
| Date                  | Ville     | Pays                | Type    | Équipe vainqueur |
| --------------------- | --------- | ------------------- | ------- | ---------------- |
| 20 au 23 janvier 2021 | Abou Dabi | Émirats arabes unis | CSIO-5* | Annulé           |

### Finale

#### Résultat
| Date                  | Ville     | Pays    | Type    | Équipe vainqueur |
| --------------------- | --------- | ------- | ------- | ---------------- |
| 1er au 3 octobre 2021 | Barcelone | Espagne | CSIO-5* | Pays-Bas         |